# Championnat d'Écosse de football 1904-1905
Navigation
Édition précédente Édition suivante
La 15e édition du championnat d'Écosse de football est remportée par le Celtic. C’est le cinquième titre de champion du club de Glasgow. Il gagne avec le même nombre de points que les Rangers. Le Third Lanark complète le podium.
À la fin de la 14e saison, aucun club n’est relégué ou promu de deuxième division.
Avec 19 buts marqués, Robert Hamilton des Rangers et Jimmy Quinn du Celtic remportent conjointement le titre de meilleur buteur du championnat.

## Les clubs de l'édition 1904-1905
| Club                                | Ville      |
| ----------------------------------- | ---------- |
| Airdrieonians Football Club         | Airdrie    |
| Celtic Football Club                | Glasgow    |
| Dundee Football Club                | Dundee     |
| Heart of Midlothian Football Club   | Édimbourg  |
| Hibernian Football Club             | Leith      |
| Kilmarnock Football Club            | Kilmarnock |
| Morton Football Club                | Greenock   |
| Motherwell Football Club            | Motherwell |
| Partick Thistle Football Club       | Glasgow    |
| Port Glasgow Athletic Football Club | Glasgow    |
| Queen's Park Football Club          | Glasgow    |
| Rangers Football Club               | Glasgow    |
| Saint Mirren Football Club          | Paisley    |
| Third Lanark Athletic Club          | Glasgow    |

## Compétition

### Classement
Le classement est établi sur le barème de points classique (victoire à 2 points, match nul à 1, défaite à 0).
| Rang | Équipe                | Pts | J  | G  | N | P  | Bp | Bc | Diff |
| ---- | --------------------- | --- | -- | -- | - | -- | -- | -- | ---- |
| 1    | Celtic                | 41  | 26 | 18 | 5 | 3  | 68 | 31 | +37  |
| 2    | Rangers               | 41  | 26 | 19 | 3 | 4  | 83 | 28 | +55  |
| 3    | Third Lanark          | 35  | 26 | 14 | 7 | 5  | 60 | 28 | +32  |
| 4    | Airdrieonians         | 27  | 26 | 11 | 5 | 10 | 38 | 45 | -7   |
| 5    | Hibernian             | 26  | 26 | 9  | 8 | 9  | 39 | 39 | 0    |
| 6    | Partick Thistle       | 26  | 26 | 12 | 2 | 12 | 36 | 56 | -20  |
| 7    | Heart of Midlothian   | 25  | 26 | 11 | 3 | 12 | 46 | 44 | +2   |
| 8    | Dundee                | 25  | 26 | 10 | 5 | 11 | 38 | 32 | +6   |
| 9    | Kilmarnock            | 23  | 26 | 9  | 5 | 12 | 29 | 45 | -16  |
| 10   | Saint Mirren          | 22  | 26 | 9  | 4 | 13 | 33 | 36 | -3   |
| 11   | Port Glasgow Athletic | 21  | 26 | 8  | 5 | 13 | 30 | 51 | -21  |
| 12   | Queen's Park          | 20  | 26 | 6  | 8 | 12 | 28 | 45 | -17  |
| 13   | Morton                | 18  | 26 | 7  | 4 | 15 | 27 | 50 | -23  |
| 14   | Motherwell            | 14  | 26 | 6  | 2 | 18 | 28 | 53 | -25  |

|  | Champion d'Écosse |
|  | Relégation        |

## Bilan de la saison
| Tableau d'Honneur                |              |
| Compétition                      | Vainqueur    |
| Championnat d'Écosse de football | Celtic       |
| Coupe d'Écosse de football       | Third Lanark |

| Promotions et relégations |                  |
| Promus                    | Falkirk Aberdeen |
| Relégués                  | Aucun            |

## Statistiques

### Meilleur buteur
- Robert Hamilton, Rangers, 19 buts
- Jimmy Quinn, Celtic, 19 buts